# 真實犯罪：洛城街頭
《真實犯罪：洛城街頭》（又译作）是一套結合了動作、射擊和駕駛的電子遊戲，由Luxoflux公司開發，Activision負責發行，於2003年推出Xbox、PlayStation 2及GameCube版，2004年推出Windows及Mac版。
Actvision於2005年推出續集《真實犯罪：紐約街頭》（True Crime: New York City）。

## 概要
該遊戲以洛杉磯作為背景，主角為華裔特警康尼克（Nick Kang），早已變得墮落，玩家可以透過接受任務，選擇令他成為好人或惡人。

### 與GTA的比較
由於遊戲的設計為高自由度，主角可在街上搶車、殺人等，因此有認為該遊戲在系統及操作上均受到《俠盜獵車手》（GTA）的影響。與GTA不同的地方，計有遊戲主角的身份是警察，在遊戲中設有因果報應的機制，如果主角接受除暴安良的任務，如逮捕犯案者、緝毒、打擊黑幫、行刺逃犯等，他可以恢復名聲，相反如果幹壞事，將會觸發主角與警方的衝突。另外在遊戲中，主角的特技動作也比GTA多。

遊戲的劇情走向採一對多的多項劇情進行，關卡的成敗都會影響故事的走向，不同於一般電腦遊戲的一對一單一劇情

## 人物

### 尼克-威爾森‧尼可拉斯
雖然因為過度暴力、毀損公物、不服從命令停職，但是還是被找回來，父親為亨利‧威爾森

### 薇拉斯朵‧羅西
前黑幫成員改邪歸正，羅西‧薇拉斯朵立志要證明自己的存在價值，但不幸的事是，她剛才得知要與尼克同隊。

### 吳安旋(音譯，Ancient Wu)
傳說是中國三合會的創辦人，年齡高達342歲，許多聽過他的人都說是那只是個傳奇人物。

### 派克‧溫達探長
溫達‧派克是洛杉磯警探的探長，也是EOD局長。擁有長達20年的執法經驗，是一位值得尊敬的警官。

### 麥特森探員
任職於FBI，被派去負責監督EOD的工作，但是他不喜歡跟EOD工作，尤其是跟尼克。

### 喬治
亨利的老朋友，任職於射靶場，與尼克的感情形同父子，他除了告訴羅西威爾森家族的背景之外，還負責開頭與結局的旁白。

### 洛奇(Rasputin "Rocky" Kuznetskov)
前KGB探員，現為洛杉磯俄羅斯黑幫的頭目，似乎涉及尼克父親的死。會以分支情節最終頭目的身份出現。

### 金漢愈(Han Yu Kim)
朝鮮人民軍將軍，帶領著一支特種部隊潛伏在洛杉磯。跟俄羅斯黑幫似乎有著非法的交易，而且他並不信任俄國人。擅長武術，擒拿技亦相當出色，連續技其一為重拳，其二為飛踢，皆能重傷對手。極難將他打得暈眩或對他使用擒拿技。他亦是最終關卡的頭目和分支情節的最終頭目。

## 槍枝模式

### 槍枝
| 種類     | 子彈口徑 | 彈匣 | 每秒擊出 |
| -------- | -------- | ---- | -------- |
| 左輪手槍 | .38      |      |          |
| 左輪手槍 | .41      | 8    | 4        |
| 一般手槍 | .45      | 10   | 5        |
| 一般手槍 | .50      | 12   | 6        |

### 射擊技巧
| 技巧              | 優點                                | 備註                                         |
| ----------------- | ----------------------------------- | -------------------------------------------- |
| dual-target aim   | 允許在一般瞄準時同時鎖定兩名敵人    |                                              |
| aim assistance    | 在慢動作精準模式瞄準時以顏色區分    | 紅色：頭部射擊 綠色：癱瘓射擊 黃色：其他部分 |
| fast reload       | 增加重新裝填的速度                  |                                              |
| fast aim speed    | 增加一般瞄準時的鎖定速度            |                                              |
| laser sight       | 改善慢動作精準模式的鎖定功能        | 增加紅外線                                   |
| flash light       | 增加戰場亮度                        | 增加手電筒                                   |
| scope             | 增加2倍放大倍數功能於慢動作精準模式 | 增加狙擊鏡                                   |
| top accuracy      | 更加改善鎖定功能                    |                                              |
| hollow point ammo | 增加單發損毀數量為兩倍              |                                              |

### 升級地點
- 6th St. and San Pedro St.
- 3rd St. and Olive St.
- Figueroa St. and 9th St.
- Melrose Ave. and La Brea Blvd.
- Melrose Ave and Stanley Ave.
- Olympic Blvd. and Mariposa Ave.
- Sepuiveda Blvd. and National Blvd.
- Main St. and Winston St.
- Los Angeles St. and Boyd St.
- Los Angeles St. and 2nd St.
- 3rd St. and Olive St.

## 搏鬥模式

### 擒拿
| 模式                              | 步驟(除了先抓以外) |
| --------------------------------- | ------------------ |
| 標準                              |                    |
| Master Chop Tao's Whirlwind Throw | 揍→跳-踢           |
| Mr. Nice's Arm Buster             | 揍→踢              |
| Dirty Morales' Dirty Boxer        | 踢→揍              |

### 招式
| 性質   | 原文            | 名稱          | 步驟              | 前提               |
| ------ | --------------- | ------------- | ----------------- | ------------------ |
| 一般性 | running attacks |               | 揍、踢 or 跳-踢   | 跑向目標           |
| 一般性 | back attacks    | 後踢          | 揍、踢 or 跳-踢   | 後方有目標         |
| 一般性 | ground attacks  |               | 揍、踢 or 跳-踢   | 敵人倒地時，靠近他 |
| 致命性 | tiger sweep     |               | 踢→跳-踢→踢       | 敵人暈眩時         |
| 致命性 | tiger claw      | 虎爪          | 揍→踢→跳-踢       | 敵人暈眩時         |
| 致命性 | leaping tiger   | 龍騰虎躍-虎躍 | 跳-踢→揍→踢       | 敵人暈眩時         |
| 致命性 | dragon kick     |               | 踢→跳-踢→踢→跳-踢 | 敵人暈眩時         |
| 致命性 | dragon fist     | 龍拳          | 揍→踢→跳-踢→揍    | 敵人暈眩時         |
| 致命性 | flying dragon   | 龍騰虎躍-龍騰 | 跳-踢→揍→踢→跳-踢 | 敵人暈眩時         |

### 升級地點
- Abbot Kinney Blvd. and Brooks Ave.
- 7th St. and Hope St.
- Sunset Blvd. and Sweetzer Ave.
- La Cienega Blvd. and Pickford St.
- Venice Blvd. and Meadowbrook Ave.
- College St. and Main St.
- Ocean Ave. and Willshire Blvd.
- Alpine St. and Centennial St.
- Sunset Blvd. and Sweetzer Ave.
- Willshire Blvd. and Beverly Glen Blvd.
- Ocean Park Blvd. and 28th St.

## 其他
在GTA系列的作品《俠盜獵車手：聖安德烈斯》（GTA:SA）中，遊戲中出現了諷刺性的廣告牌，把TC:SLA改成“True Grime: Street Cleaners”
- 真實犯罪 : 香港

## 外部連結
- PC版中文官網 （页面存档备份，存于）
- 真實犯罪：洛城街頭 (Xbox香港) （页面存档备份，存于）